# Груэ (Норвегия)
Груэ (норв. Grue) — коммуна в губернии Хедмарк в Норвегии. Административный центр коммуны — город Хиркенер. Официальный язык коммуны — букмол. Население коммуны на 2007 год составляло 5078 чел. Площадь коммуны Груэ — 837,18 км², код-идентификатор — 0423.

## История населения коммуны
Население коммуны за последние 60 лет.

Статистика коммуны Груэ